# Angewandte Mineralogie
Die Angewandte Mineralogie ist derjenige Teilbereich der Mineralogie, der sich mit der Nutzung mineralogischer Erkenntnisse für andere Wissenschaftsdisziplinen beschäftigt.

## Untersuchungsgegenstand
In der Angewandten Mineralogie geht es darum, bestimmte Eigenschaften von Mineralen nutzbar zu machen. In vielen Fällen besteht das Ziel in einer technischen Anwendung, wie z. B. die Ausnutzung der Schichtstruktur des Molybdänits für seine Anwendung als Schmierstoff. Doch die Angewandte Mineralogie geht über die Technische Mineralogie weit hinaus: Defekte im Kristallgitter des Quarzes können zur Datierung archäologischer Fundstücke genutzt werden (Thermolumineszenzdatierung). Aus der mineralogischen Zusammensetzung und dem Gefüge prähistorischer und antiker Keramiken, Gläser oder Baustoffe kann auf ihre Herstellungsart und damit auf den technologischen Entwicklungsstand einer Zivilisation geschlossen werden.
Das Wissen, dass bestimmte Minerale oft gemeinsam vorkommen, kann wichtig für die Exploration und Prospektion von Lagerstätten sein.
Phasendiagramme, Löslichkeiten und Sorptionsfähigkeiten der Minerale spielen im Umweltschutz und in der Medizin eine wichtige Rolle.

## Untersuchungsmethoden
Die Angewandte Mineralogie bedient sich zur Rohstoffbewertung Methoden wie der Polarisationsmikroskopie, um Informationen über das Gefüge zu erhalten, der Röntgendiffraktometrie, um den Mineralbestand zu bestimmen, und der Röntgenfluoreszenzanalyse, um Rohstoffe chemisch zu charakterisieren.
Die Prozesskontrolle erfolgt durch Methoden der Thermoanalyse wie z. B. der Differential-Thermoanalyse, der Dynamischen Differenzkalorimetrie oder der Thermogravimetrie, um Reaktionen im Produktionsverfahren zu beobachten. Produkte werden z. B. mit der Transmissionselektronenmikroskopie untersucht, um Defekte in ihrem Kristallgitter zu erkennen und zu bewerten. In der Archäometrie spielen Lumineszenzmethoden eine wichtige Rolle, in der Lagerstättenkunde werden verschiedene Formen der Spektroskopie im Rahmen der Fernerkundung eingesetzt (z. B. die Mößbauer-Spektroskopie). Auch in der Umweltmineralogie spielen diese Verfahren eine große Rolle (z. B. die Röntgenabsorptionsspektroskopie), um Prozesse an Oberflächen zu beobachten.

## Teilbereiche
- Technische Mineralogie
- Archäometrie
- Lagerstättenkunde
- Umweltmineralogie